# Guiriko
Guiriko, in precedenza denominata regione degli Alti Bacini (Hauts-Bassins, in francese) è una delle 17 regioni del Burkina Faso. È stata istituita il 2 luglio 2001 con il vecchio nome e ribattezzata Guiriko nel 2025. Il capoluogo della regione è Bobo-Dioulasso.

## Province
La regione è suddivisa in 3 province:
- Houet
- Kénédougou
- Tuy